# Eduard Kolmanovski
Eduard Savélievich Kolmanovski (en ruso: Эдуа́рд Саве́льевич Колмано́вский, Maguilov, 9 de enero de 1923 - Moscú, 27 de julio de 1994) fue un compositor ruso soviético, Artista del Pueblo de la URSS (1991) y reconocido con el Premio estatal de la URSS (1984).

## Biografía
Eduard Kolmanovski nació el 9 de enero de 1923 en Maguilov (actual Bielorrusia), en la familia judía de Savely Markovich Kolmanovski y Raisa Naumovna Pavlovskaya.
Durante 1936 y 1941 estudió en una escuela de música llamada Gnesins en Moscú con O. F. Gnesina (piano), E. O. Messner y F. E. Vitacheka (composición). En 1945 se graduó en el conservatorio de Moscú en la clase de composición con V. Shebalín.
Inició su actividad creativa en 1943.
Entre 1947 y 1952, fue el editor ejecutivo de radiodifusión musical Vsesoyuznoye radio.
El repertorio del compositor incluye más de doscientas canciones (con letras de Konstantin Vanshenkin, Yevgueni Dolmatovski, Yevgueni Yevtushenko, Mijaíl Matusovski, Lev Oshanin], Igor Shaferan, entre otros). Escribió música para muchas representaciones dramáticas (para la comedia "Noche de reyes" de William Shakespeare, "Old Friends" de Leonid Malyugin, "Convento" de Vladímir Dykhovichny y M. Slobodskoy, "Tom Kenti" de Serguéi Mijalkov, "El rey desnudo" de Yevgueni Shvarts, "Trabajadores siderúrgicos" de Guennadi Bokarev y otros), comedias musicales ("Oh, este Vronski" (1976)), la ópera musical del cuento de "Blancanieves" (1965), así como muchas películas, dibujos animados, películas de televisión, programas de radio, piezas instrumentales, importantes obras orquestales, incluidas cuatro suites: Lírica (1945), sobre temas griegos (1948), Eslava (1950), la música de la comedia de William Shakespeare Twelfth Night (para solistas y una orquesta sinfónica, 1956), así como un concierto para viola (1945), romances sobre letra. M. Yu. Lermontov, A. Pushkin, R. Burns (para voz y piano) y varias piezas para orquesta.
A principios de la década de 1970, fue miembro del jurado del popular concurso de televisión "Allo, my ishchem talanty!" (¡Hola, buscamos talentos!).
Murió el 27 de julio de 1994 en Moscú. Fue enterrado en el cementerio Vvedénskoye (octavo año académico).

### Familia
- En segundo grado, conoció a su futura esposa Tamara Naumovna Maisel (1923-1968). En sexto grado, cuando tenía trece años y Tamara doce, acordaron casarse lo antes posible.[5] La boda tuvo lugar en 1943. En 1945 tuvieron a su hijo Serguéi Kolmanovsky, quien más tarde también se convirtió en compositor.[6] En 1956, su hijo Alexander Kolmanovsky, se convirtió en psicólogo.[7] Tamara Naumovna se convirtió en filóloga, candidata de ciencias y profesora de inglés. El 15 de enero de 1968 murió en un accidente automovilístico junto con el compositor Aleksandr Dolujanián, quien conducía el coche.[8]
- Su tío, David Markovich Kolmanovski (1896-1937), fue ingeniero y organizador de producción, director de la asociación Glavkhimplastmass del Comisariado del Pueblo de la URSS para la Industria Pesada; su esposa es la actriz Valentina Vagrina . Su tío materno es el editor y sinólogo Mijaíl Pavlovski.
- Su primo segundo, Aleksandr Abrámovich Kolmanovski , es entrenador de honor de la URSS (de lucha grecorromana).

## Premios y títulos
- Artista de Honor de Buryat ASSR (1963)
- Artista de honor de la RSFSR (16.01.1974)
- Artista popular de la RSFSR (28.01.1981)[9]
- Artista del pueblo de la URSS (15.05.1991)[1]
- Premio estatal de la URSS (1984) (concedido por las canciones de sus últimos años)

## Canciones famosas
- "Te amo vida"
- "¿Los rusos quieren guerras?"
- "Alyosha"
- "Blanco y negro"
- "Diálogo en el árbol de Navidad"
- "Biryusinka"
- "Vals en vals"
- "El río corre"
- "Grua"
- "Está lloviendo en nuestra ciudad"
- "Cuando dejas de amar"
- "Me hablas del amor"
- Canciones de la película televisiva "12 de la noche"
- "¿Dónde has estado antes?"
- "Tú sirves, te esperamos"
- "Gente con batas blancas"
- "Perdóname"
- "Pero mi mamá no me dice que me bese"
- "Romance urbano"
- "Trabajo como mago"
- "Mientras los asesinos caminan por la tierra"
- "Las cenizas de nuestro fuego se vuelven grises"
- "Nuestras madres"
- "Desear buena suerte"
- "Cruce"
- "Volveré contigo, Rusia"
- "Silencio"
- "Aún por venir"
- "La mujer que amo"
- "Te estoy sonriendo"
- "Hay poca luz fuera de la ventana"
- "No puedo olvidar a los chicos"
- "Mi secreto"
- "Hombres"
- "Un par de abedules blancos"
- "Canción sin fin"
- Gracias gente (y otras canciones de la película televisiva "Po semeynym obstoyatelstvam" (Por motivos familiares))

## Filmografía
| Año  | Película                                                | Notas                          |
| ---- | ------------------------------------------------------- | ------------------------------ |
| 1955 | Ramita de nuez                                          | Dibujo animado                 |
| 1955 | Masa rebelde                                            | Dibujo animado                 |
| 1956 | Cigüeña                                                 | Dibujo animado                 |
| 1956 | El patito feo                                           | Dibujo animado                 |
| 1957 | En un comedor...                                        | Animación de marionetas        |
| 1957 | El cielo sobre nosotros                                 | Documental                     |
| 1957 | Por qué se fue el gatito                                | Dibujo animado                 |
| 1958 | El espejo mágico                                        | Documental                     |
| 1958 | Chico de Nápoles                                        | Dibujo animado                 |
| 1959 | Ali Baba y los cuarenta ladrones                        | Dibujo animado                 |
| 1959 | Salado                                                  | Dibujo animado                 |
| 1960 | Petya-Cockerel                                          | Dibujo animado                 |
| 1961 | Hormiga fanfarrona                                      | Dibujo animado                 |
| 1965 | Conozcámonos: el mes de mayo                            | Película teatral (con otros)   |
| 1967 | Primavera en el Oder                                    |                                |
| 1970 | Taimyr te llama                                         |                                |
| 1970 | Historias de Deniskin                                   |                                |
| 1970 | Я - 11-17                                               |                                |
| 1971 | Convento                                                | Obra de teatro                 |
| 1971 | Chervona Ruta                                           | Corto (con otros)              |
| 1972 | Moby Dick                                               | Obra de teatro                 |
| 1972 | Tom Kenti                                               | Obra de teatro                 |
| 1972 | Calle sin fin                                           | Junto con I. Tsvetkov          |
| 1972 | Un gran descanso                                        |                                |
| 1974 | Tres días en Moscú                                      |                                |
| 1975 | El amor permanecerá                                     | Película teatral (con otros)   |
| 1977 | Por motivos familiares                                  |                                |
| 1978 | Te amo, vida. Canciones de Eduard Kolmanovsky           | Corto                          |
| 1979 | El gato con botas                                       | Obra de teatro televisada      |
| 1981 | Acerca de Ivan-No-Es-Gigante                            | Película teatral               |
| 1982 | Las aventuras del globo mágico o los trucos de la bruja | Dibujo animado (con R. Khozak) |